# Cloche de l'église de Saint-Loup (Charente-Maritime)
La cloche de l'église Saint-Loup à Saint-Loup, une commune du département de la Charente-Maritime dans la région Nouvelle-Aquitaine en France, est une cloche de bronze datant de 1701. Elle a été classée monument historique au titre d'objet le 30 septembre 1911.
Le fondeur de cloches était P. Auber.  
Inscription : « LA CLOCHE A ESTE REFAITE ET BENITE PAR LES SOINS DE MESSIRES DE SAINT JEAN ROULIN BACHELIER EN THEOLOGIE PRESTRE ET CURE DE LA PAROISSE DE SAINT LOUP A ESTE PARIN HENRI MARCHAND SEIGNEUR DE LA FOSSE ET MARENNE HENRIETTE SOPHIE DE TREZANCE P.AUBER F ».